# Chō (actor de voz)
Chō (チョー Chou, 15 de diciembre de 1957, Kōnosu, Prefectura de Saitama) es un seiyū japonés nacido bajo el nombre Shigeru Nagashima (長島 茂 Nagashima Shigeru). Hasta el 24 de agosto de 2006 fue acreditado como Yūichi Nagashima (長島 雄一 Nagashima Yuuichi). Desde esa fecha, se lo conoce como Chō.
Ha participado en series como Cyborg 009 (2001), Great Teacher Onizuka, One Piece e InuYasha, entre otras. Estuvo afiliado a Production Baobab hasta el año 2007, cuando fue transferido a Haikyo.
Fue galardonado con el "Premio Kei Tomiyama" en la 12.ª celebración de los Seiyū Awards.

## Roles Interpretados[1]
- Los personajes principales o más importantes están en negrita.
- TBA (del inglés To Be Announced) en este caso significa que aún está en emisión o que no ha sido anunciado aún.
- YN: Yūichi Nagashima en los créditos.
- Ā, ā, Ī, ī, Ē, ē, Ō, ō, Ū, ū

### Series de Anime
| Años          | Anime                                                 | Personaje/s                             | Episodios                                                |
| ------------- | ----------------------------------------------------- | --------------------------------------- | -------------------------------------------------------- |
| 2024          | Ranma ½                                               | Genma Saotome                           | Remake de la serie original de 1989                      |
| 2018-presente | Black Clover                                          | Jifuso                                  | 3 episodios (42-44)                                      |
| 2018-presente | High Score Girl                                       | Jiiya                                   | 1 episodio (3)                                           |
| 2018          | Basilisk: Ouka Ninpō Chō                              | Shichito Geiin                          |                                                          |
| 2018          | Layton Mystery Tanteisha: Katri no Nazotoki           | Sr. Polter                              | 1 episodio (19)                                          |
| 2018          | Nanatsu no Taizai: Imashime no Fukkatsu               | Golgius                                 | 2 episodios (20-21)                                      |
| 2018          | Overlord III                                          | Parpatra Ogrion                         | 2 episodios (6-7)                                        |
| 2017          | Chain Chronicle: Haecceitas no Hikari                 | Cervantes                               | 2 episodios (4,11)                                       |
| 2017          | Jūni Taisen                                           | Tsujiie Sumihiko                        | 6 episodios (1-2, 5-6, 11-12)                            |
| 2017          | Kaito x Ansa                                          | Narración                               |                                                          |
| 2017          | Natsume Yūjinchō Roku                                 | Chobi-hige                              | 2 episodios (2, 11)                                      |
| 2017          | Sakura Quest                                          | Minamoto (Y Genji)                      | 1 episodio (1)                                           |
| 2016          | Kono Subarashii Sekai ni Shukufuku o!                 | Hakase                                  | 1 episodio (10)                                          |
| 2016          | Natsume Yūjinchō Go                                   | Chobi-hige                              |                                                          |
| 2016          | Ojisan to Marshmallow                                 | Kachō                                   | 3 episodios (2, 6, 11)                                   |
| 2015-2016     | Doushitemo Eto ni Hairitai                            | Serpiente (Hebi)                        |                                                          |
| 2015-2016     | Tantei Kageki Milky Holmes TD                         | Director del CM                         |                                                          |
| 2015          | Gate: Jieitai Kanochi nite, Kaku Tatakaeri            | Kato El Artestano                       | 5 episodios (3-4, 7, 10, 12)                             |
| 2015          | JoJo no Kimyō na Bōken: Stardust Crusaders            | Wilson Phillips                         | 1 episodio (21)                                          |
| 2015          | Military!                                             | Yano Sōichi                             | 4 episodios (1, 9, 11-12)                                |
| 2015          | Ranpo Kitan: Game of Laplace                          | Nakamura                                | 9 episodios (1-8, 11)                                    |
| 2014-2015     | Log Horizon (Segunda Temporada)                       | Akaneya Ichimonjinosuke                 | 3 episodios (1, 13, 24)                                  |
| 2014-2016     | One Piece                                             | Maujii                                  | 8 episodios (652-742*)                                   |
| 2014          | 47 Todōfuken R                                        | Saitamaken                              |                                                          |
| 2014          | Blade & Soul                                          | Hon Dougen                              | 8 episodios (3-5, 8-12)                                  |
| 2014          | Momo Kyun Sword                                       | Yōki                                    |                                                          |
| 2014          | Mushishi Zoku Shō                                     | Empleado Farmacia                       |                                                          |
| 2014          | Nanatsu no Taizai                                     | Golgius                                 | 3 episodios (4-6)                                        |
| 2014          | Ore, Twintail ni Narimasu.                            | Sparrow Guildy                          | 4 episodios (5-7, 10)                                    |
| 2013-2014     | Log Horizon                                           | Akaneya Ichimonjinosuke                 | 8 episodios (1, 3, 6, 9-11, 16, 25)                      |
| 2013-2014     | Magi: The Kingdom of Magic                            | Matal Mogamett                          | 11 episodios (7, 11, 13, 15-20, 22, 25)                  |
| 2013          | Hakkenden: Tōhō Hakken Ibun                           | Asen                                    | 1 episodio (7)                                           |
| 2013          | Magi: The Labyrinth of Magic                          | Matal Mogamett                          | 1 episodio (25)                                          |
| 2013          | Maoyū Maō Yūsha                                       | Chūnen Shōnin                           | 5 episodios (1, 3, 5, 9-10)                              |
| 2013          | Yuyushiki                                             | El dios de Long T                       | 1 episodio (10)                                          |
| 2012-2013     | Bakuman (2012)                                        | Mashiro Fumio                           | 2 episodios (18, 23)                                     |
| 2012-2013     | Chīsana Ojisan                                        | Chīsana Ojisan                          | 30 episodios (1-30)                                      |
| 2012-2014     | Uchū Kyōdai                                           | Mutta Chichi                            | 25 episodios (1-98*)                                     |
| 2012          | Hidamari Sketch x Honeycomb                           | Director (Kōchō-sensei)                 | 7 episodios (1, 3-4, 7-8, 10, 12)                        |
| 2012          | Kill Me Baby                                          | Et Cetera Boy                           |                                                          |
| 2012          | Lupin the Third: Mine Fujiko to Iu Onna               | Kyōso                                   | 1 episodio (1)                                           |
| 2012          | Natsume Yūjinchō Shi                                  | Chobi-hige                              | 1 episodio (11)                                          |
| 2011-2012     | Bakuman (2011)                                        | Mashiro Fumio                           | 1 episodio (5)                                           |
| 2011-2012     | Kidō Senshi Gundam AGE                                | Yark Dole                               | 3 episodios (9-10, 12)                                   |
| 2011-2012     | Kidō Senshi Gundam AGE                                | Geera Zoi                               | 4 episodios (5, 13-15)                                   |
| 2011-2012     | Penguin no Mondai DX?                                 | Inoue Michael                           | 50 episodios (aprox.)                                    |
| 2011-2013     | Toriko                                                | Brook                                   | 2 episodios (1, 51, 99)                                  |
| 2011          | Astarotte no Omocha!                                  | Olav Friðmar                            | 9 episodios (1-2, 4, 6-7, 9-12)                          |
| 2011          | Gosick                                                | Guardián de la Tumba                    |                                                          |
| 2011          | Gyakkyō Burai Kaiji: Hakairoku Hen                    | Ōtsuki                                  | 10 episodios (1-9, 14)                                   |
| 2011          | Hanasaku Iroha                                        | Sukegawa Denroku                        | 21 episodios (1-3, 5-11, 13, 15-18, 21-26)               |
| 2011          | Hunter x Hunter                                       | Bonolenov                               | 17 episodios (41-97*)                                    |
| 2011          | Kore wa Zombie Desuka?                                | Uma Megalo                              | 1 episodio (7)                                           |
| 2011          | Natsume Yūjinchō San                                  | Chobi-hige                              | 3 episodios (8-9, 13)                                    |
| 2011          | Nekogami Yaoyorozu                                    | Shikigami Tōmoku                        | 3 episodios (3, 5, 7)                                    |
| 2011          | Nichijō                                               | Kōchō-sensei                            | 8 episodios (1, 3-4, 6-7, 11, 25-26)                     |
| 2011          | One Piece                                             | Outlook III                             | 6 episodios (496, 498, 500-503) (YN)                     |
| 2011          | One Piece                                             | Falso Franky                            | 6 episodios (517-521, 523) (YN)                          |
| 2011          | Tiger & Bunny                                         | Massini                                 | 1 episodio (8)                                           |
| 2011          | Toriko                                                | Munage                                  | 10 episodios (126-133, 140, 147) (YN)                    |
| 2011          | Toriko                                                | Kamizaru                                | 3 episodios (126-127, 133) (YN)                          |
| 2010-2011     | Bakuman                                               | Mashiro Fumio                           | 5 episodios (2, 4, 6, 9, 23)                             |
| 2010-2011     | Jewelpet Tinkle                                       | Rey de Kinoko                           |                                                          |
| 2010-2011     | Marie & Gali Ver.2.0                                  | Galileo                                 | 30 episodios (aprox.)                                    |
| 2010-2011     | Penguin no Mondai Max                                 | Inoue Michael                           | 50 episodios (aprox.)                                    |
| 2010-2011     | Tegami Bachi Reverse                                  | Robber Autobahn                         |                                                          |
| 2010          | Arakawa Under the Bridge 2                            | Takai Terumasa                          | 4 episodios (4-7)                                        |
| 2010          | Arakawa Under the Bridge                              | Takai Terumasa                          | 4 episodios (7-8, 11, 13)                                |
| 2010          | Dōbutsu Kankyō Kaigi                                  | Tora no Torajī                          | 3 episodios (1-2, 5)                                     |
| 2010          | Heroman                                               | Mathew Denton                           | 22 episodios (1-10, 12-14, 17-21, 23-26)                 |
| 2010          | Hidamari Sketch x Hoshimittsu                         | Director (Kōchō-sensei)                 | 10 episodios (2-9, 11-12)                                |
| 2010          | Nodame Cantabile: Finale                              | Mine Tatsumi                            | 1 episodio (9)                                           |
| 2010          | Nurarihyon no Mago                                    | Sodemogi-sama                           | 4 episodios (13-14, 16-17)                               |
| 2010          | Tantei Opera Milky Holmes                             | Nero Wolfe                              | 1 episodio (9)                                           |
| 2009-2010     | Cheburashka Arere?                                    | Shapoklyak                              | 4 episodios (3, 7, 12, 20)                               |
| 2009-2010     | Gokujō!! Mecha Mote Iinchō                            | Momori Tetsuji                          |                                                          |
| 2009-2010     | Inuyasha Kanketsuhen                                  | Jaken                                   | 16 episodios (1-4, 7, 9, 13-15, 17-20, 22-26)            |
| 2009-2010     | Marie & Gali                                          | Galileo                                 | 40 episodios (aprox.)                                    |
| 2009          | Major                                                 | Nemoto                                  | 3 episodios (3-4, 6)                                     |
| 2009          | Pandora Hearts                                        | Rufus Barma                             | 1 episodio (22)*                                         |
| 2009          | Zoku Natsume Yūjinchō                                 | Chobi-hige                              | 2 episodios (6-7)                                        |
| 2008-presente | One Piece                                             | Brook                                   | 185 episodios (337-¿?*)                                  |
| 2008          | One Piece                                             | Ryūma                                   | 13 episodios (342-369*)                                  |
| 2008-2009     | Battle Spirits: Shōnen Toppa Bashin                   | Comentarista/Pink                       |                                                          |
| 2008-2009     | Blue Dragon: Tenkai no Shichi Ryū                     | Hippopotamus                            |                                                          |
| 2008-2009     | Casshern Sins                                         | Ōji                                     | 16 episodios (1, 5-9, 12-17, 21-24)                      |
| 2008-2009     | Yes! Pretty Cure 5 Go Go!                             | Isohgin                                 |                                                          |
| 2008          | D.C.S.S. ～Da Capo Second Season～                    | Asakura Jun`ichi                        | 5 episodios (3, 6, 8-10)                                 |
| 2008          | Gunslinger Girl: Il Teatrino                          | Mario Bossi                             | 1 episodio (10)                                          |
| 2008          | Hidamari Sketch x 365                                 | Director (Kōchō-sensei)                 | 12 episodios (1-12)                                      |
| 2008          | Kaiba                                                 | Patch                                   |                                                          |
| 2008          | Mōryō no Hako                                         | Hyōei Terada                            |                                                          |
| 2008          | Top Secret: The Revelation                            | Kainuma Kiyotaka                        | 2 episodios (12-13)                                      |
| 2008          | Wellber no Monogatari: Sisters of Wellber Dai Ni Maku | Gyrano de Borgerac                      | 16 episodios (1-3, 5-11, 13)                             |
| 2007-2008     | Blue Dragon                                           | Hippopotamus                            |                                                          |
| 2007-2008     | Deltora Quest                                         | Ferdinand                               | 1 episodio (15)                                          |
| 2007-2008     | Dragonaut: The Resonance                              | Kiril Zhazhiev                          |                                                          |
| 2007-2008     | MapleStory                                            | Mayor                                   |                                                          |
| 2007          | Claymore                                              | Ermita                                  | 3 episodios (10-11, 15)                                  |
| 2007          | Happy Happy Clover                                    | Hohhoo-sensei                           | 12 episodios (1-10, 12-13)                               |
| 2007          | Hidamari Sketch                                       | Director (Kōchō-sensei)                 | 10 episodios (3-12)                                      |
| 2007          | Koi Suru Tenshi Angelique: Kagayaki no Ashita         | Hatarai                                 |                                                          |
| 2007          | Nodame Cantabile                                      | Mine Tatsumi                            | 9 episodios (2, 7-8, 12, 15, 17, 22-23)                  |
| 2007          | Rocket Girls                                          | Jefe/Hiroshi Morita/Onoda               |                                                          |
| 2007          | Shigurui                                              | Narrador                                |                                                          |
| 2007          | Wellber no Monogatari: Sisters of Wellber             | Gyrano de Borgerac                      | 12 episodios (1-10, 12-13)                               |
| 2006-2007     | Digimon Savers                                        | Yushima Hiroshi                         | (YN)                                                     |
| 2006-2007     | Gintama                                               | Shachō                                  | 2 episodios (3, 80) (Ep 3 como YN)                       |
| 2006-2007     | Jigoku Shōjo Futakomori                               | Dueño de la tienda de ramen             |                                                          |
| 2006-2007     | Pumpkin Scissors                                      | Hunks                                   |                                                          |
| 2006          | Detective Conan                                       | Minoru Hasegawa                         | 2 episodios (450-451) (YN)                               |
| 2006          | Galaxy Angel Rune                                     | Dorten Baine                            | (YN)                                                     |
| 2006          | Lemon Angel Project                                   | Kazama Tsugio                           | 8 episodios (1-3, 7, 10-13) (YN)                         |
| 2006          | Lemon Angel Project                                   | Guardia de seguridad                    | (YN)                                                     |
| 2006          | Negima!?                                              | Yamada                                  | 1 episodio (8)                                           |
| 2006          | Ōran Kōkō Host Club                                   | Sonoda Misuzu                           | 2 episodios (15-16) (YN)                                 |
| 2006          | Wanwan Celepoo Sore Yuke! Tetsunoshin                 | Seto                                    | (YN)                                                     |
| 2005-2006     | Bleach                                                | Aramaki Makizō                          | 7 episodios (43, 45, 51, 58-59, 61, 74) (YN)             |
| 2005-2006     | Futari wa Precure Max Heart                           | Sasano                                  | 1 episodio (34) (YN)                                     |
| 2005-2006     | Kōchū Ōja Mushiking: Mori no Tami no Densetsu         | Pasā                                    | (YN)                                                     |
| 2005-2006     | Kōkyōshihen: Eureka Seven                             | Woz                                     | 35 episodios (3-50*) (YN)                                |
| 2005          | Akuei to Gacchinpo - Tenkomori                        | Gran Demonio                            | (YN)                                                     |
| 2005          | Amaenaide yo!!                                        | Yōsen                                   | 1 episodio (10) (YN)                                     |
| 2005          | Futakoi Alternative                                   | Ikafire                                 | 4 episodios (2, 10-12)                                   |
| 2005          | Gallery Fake                                          | Chinen Morihito                         | 2 episodios (5, 19) (YN)                                 |
| 2005          | Ichigo Marshmallow                                    | Abuelo                                  | (YN)                                                     |
| 2005          | Idaten Jump                                           | Hōsuke                                  | 4 episodios (2-5) (YN)                                   |
| 2005          | Monster                                               | Ehon Mania                              | 1 episodio (69)                                          |
| 2005          | Pocket Monsters Advanced Generation                   | Dr. Gordon                              | 1 episodio (143)                                         |
| 2005          | Yakitate!! Japan                                      | Michael Schukapper                      | 1 episodio (44)                                          |
| 2004-2006     | Yakitate!! Japan                                      | Azuma Umasaburō                         | 4 episodios (10, 21-22, 69) (YN)                         |
| 2004-2006     | Yakitate!! Japan                                      | Azuma Umatarō                           | 11 episodios (1, 3, 8-10, 23, 38-39, 44, 53, 69) (YN)    |
| 2004-2005     | Gakuen Alice                                          | Presidente de la compañía               | (YN)                                                     |
| 2004          | Akuei to Gacchinpo                                    | Gran Demonio                            | (YN)                                                     |
| 2004          | Mezzo DSA                                             | Asakura Mikijirō                        | 1 episodio (6)                                           |
| 2004          | Mezzo DSA                                             | Chiyoki Mugiyama                        | 9 episodios (1-2, 4, 8-13) (YN)                          |
| 2004          | Mezzo DSA                                             | Doctor Wazakita                         | (YN)                                                     |
| 2004          | Sweet Valerian                                        | Mimi-Sennin                             | (YN)                                                     |
| 2004          | Transformers: SuperLink                               | Alpha Q                                 | 50 episodios (1-37, 39-51) (YN)                          |
| 2004          | Yūgo Kōshōjin                                         | Conductor                               | (YN)                                                     |
| 2003-2004     | Ashita no Nadja                                       | Invitado borracho                       | (YN)                                                     |
| 2003-2004     | Bōken Yūki Plusterworld                               | Wolter/Valdag/Poseihon/Buyer/D Poseihon | (YN)                                                     |
| 2003-2004     | Croket!                                               | Taro                                    | 19 episodios (1-2, 19-20, 34-52)                         |
| 2003-2004     | Croket!                                               | Narrador                                | (YN)                                                     |
| 2003-2004     | Midnight Horror School                                | Rūa                                     | (YN)                                                     |
| 2003-2004     | Shutsugeki! Machine Robo Rescue                       | Capitán del Barco                       | (YN)                                                     |
| 2003-2004     | Tetsuwan Atom (2003)                                  | Hamegg                                  | 2 episodios (17, 32)                                     |
| 2003-2004     | Wonder Bebil-kun                                      | Papa                                    | (YN)                                                     |
| 2003          | E`s Otherwise                                         | Señor de la tienda de fideos            | (YN)                                                     |
| 2003          | Gunslinger Girl                                       | Mario Bossi                             | 1 episodio (4) (YN)                                      |
| 2003          | Jūbē Ninpūchō: Ryūhōgyoku Hen                         | Gusano                                  | (YN)                                                     |
| 2003          | Mahoromatic: Automatic Maiden - Motto Utsukushii Mono | Abuelo de la tienda de oden             | 1 episodio (14) (YN)                                     |
| 2003          | One Piece                                             | Henzo                                   | 5 episodios (139-143) (YN)                               |
| 2002-2003     | Shin Megami Tensei: Devil Children - Light & Dark     | Mozo de la estación                     | (YN)                                                     |
| 2002          | Ai Yori Aoshi                                         | Agente de Bienes Raíces                 | (YN)                                                     |
| 2002          | Panyo Panyo Di Gi Charat                              | Mayordomo Stewart                       | (YN)                                                     |
| 2002          | One Piece                                             | Barbarossa                              | 3 episodios (98-99, 130) (YN)                            |
| 2002          | Wagamama Fairy Mirumo de Pon!                         | Gonzo                                   | 1 episodio (19) (YN)                                     |
| 2001-2004     | Cubix                                                 | Profesor K                              | (YN)                                                     |
| 2001-2002     | Cyborg 009: The Cyborg Soldier                        | Gran Bretaña                            | (YN)                                                     |
| 2001-2002     | Cyborg 009: The Cyborg Soldier                        | Cyborg 007                              | (YN)                                                     |
| 2001          | Daisuki! BuBu ChaCha                                  | ChaCha                                  | (YN)                                                     |
| 2001          | Groove Adventure Rave                                 | Galien Musica                           | 7 episodios (3-9) (YN)                                   |
| 2001          | Scryed                                                | Kiryū Tadanori                          | 1 episodio (2) (YN)                                      |
| 2001          | Z.O.E Dolores,i                                       | Baan Dorlfoum                           | 14 episodios (2-8, 10, 14, 16, 18, 20-22) (YN)           |
| 2000-2004     | InuYasha                                              | Jaken                                   | 35 episodios (5-162) (YN)                                |
| 2000          | Hajime no Ippo: The Fighting!                         | Entrenador Mikami                       | 2 episodios (10-11) (YN)                                 |
| 1999-2000     | GTO                                                   | Uchiyamada Hiroshi                      | (YN)                                                     |
| 1999          | Kamikaze Kaitō Jeanne                                 | Takahashi Kyōju                         | 1 episodio (19) (YN)                                     |
| 1998          | Kindaichi Shōnen no Jikenbo                           | Kindaichi Heisuke                       | 1 episodio (43) (YN)                                     |
| 1998          | Sexy Commando Gaiden: Sugoi yo!! Masaru-san           | Isobe Tsuyoshi                          | 31 episodios (4-16, 18-20, 22-36) (YN)                   |
| 1997-1998     | Chō Mashin Eiyūden Wataru                             | Papparachitchi                          | (YN)                                                     |
| 1997-1998     | Chō Mashin Eiyūden Wataru                             | Ippatsuyan                              | (YN)                                                     |
| 1996          | Detective Conan                                       | Policía                                 | 1 episodio (11) (YN)                                     |
| 1996          | Ie Naki Ko Remi                                       | Ramon                                   | 1 episodio (1) (YN)                                      |
| 1995          | Ike! Ina-chū Takkyūbu                                 | Kitasato                                | 1 episodio (21) (YN)                                     |
| 1995          | Ike! Ina-chū Takkyūbu                                 | Shibazaki                               | 13 episodios (1, 3-6, 9-10, 12, 15-16, 21, 23, 26) (YN)  |
| 1992-presente | Crayon Shin-chan                                      | Nohara Ginnosuke                        | TBC                                                      |
| 1992-1993     | Hana no Mahō Tsukai Marybell                          | Noppo                                   | (YN)                                                     |
| 1992-1993     | Mikan Enikki                                          | Karma                                   | 12 episodios (9, 12-13, 15-23)                           |
| 1992-1993     | Mikan Enikki                                          | Momojirō                                | 16 episodios (6, 9-10, 13, 15-19, 22-25, 27, 29-30) (YN) |

Apariciones por episodios
Nota: Para ver la lista pulsa [mostrar] a la derecha de la pantalla.
Notas
- En el anime Pandora Hearts el personaje de Rufus fue interpretado por dos seiyuu, uno es Chō y el otro es Uchida Yūya. El personaje salió en dos episodios (el 21-22), Yūya hizo uno y Chō otro.

### OVA
| Año       | OVA                                                    | Procedencia                                  | Personaje/s                   | N.º OVAs            |
| --------- | ------------------------------------------------------ | -------------------------------------------- | ----------------------------- | ------------------- |
| 2017      | Kono Subarashii Sekai ni Shukufuku o! 2                | Kono Subarashii Sekai ni Shukufuku o!        | Hakase                        | 1 (único)           |
| 2015      | One Punch Man: Road to Hero                            | One Punch Man                                | Gofukuya                      | 1 (único)           |
| 2013      | Natsume Yūjinchō: Nyanko-sensei to Hajimete no Otsukai | Natsume Yūjinchō                             | Chobi-hige                    | 1 (único)           |
| 2013      | Hidamari Sketch: Sae Hiro Sotsugyou Hen                | Hidamari Sketch                              | Director (Kōchō-sensei)       | 1 (2) (de 2)        |
| 2012-2013 | Uchū Senkan Yamato 2199                                | Uchū Senkan Yamato                           | Yabu Sukeji/Guelph Gantz/AU09 | 15/6/23 (de 26)     |
| 2012      | One Piece: Glorious Island                             | One Piece                                    | Brook                         |                     |
| 2011      | Astarotte no Omocha! EX                                | Astarotte no Omocha!                         | Olav Friðmar                  | 1 (único)           |
| 2010      | One Piece Film: Strong World - Episode 0               | One Piece                                    | Brook                         | 1 (único) (YN)      |
| 2010-2011 | Kidō Senshi Gundam Unicorn                             | Kidō Senshi Gundam                           | Gilboa Sant                   | 2 (2-3) (de 7)      |
| 2007-2008 | Yawaraka Sangokushi Tsukisase!! Ryofuko-chan           | Yawaraka Sangokushi Tsukisase!! Ryofuko-chan | Director de escuela           |                     |
| 2006-2007 | Kikōshi Enma                                           | Dororon Enma-kun                             | Shapojii                      | 4 (1-4) (YN)        |
| 2004      | Animation Seisaku Shinkō Kuromi-chan 2                 | Animation Seisaku Shinkō Kuromi-chan         | Hayama Nonki                  | 1 (único) (YN)      |
| 2003-2004 | Kikō Heidan J-Phoenix PF Lips Shōtai                   | Kikō Heidan J-Phoenix PF Lips Shōtai         | Marco                         | 2 (2-3) (de 3) (YN) |
| 2001-2002 | Shin Seiki Inma Seiden                                 | Shin Seiki Inma Seiden                       | Bonno                         | 6 (1-6) (de 6) (YN) |
| 1993-1994 | JoJo no Kimyō na Bōken                                 | JoJo's Bizarre Adventure                     | Wilson Phillips               |                     |
| 1992      | Den`ei Shōjo Video Girl AI                             | Den`ei Shōjo Video Girl AI                   | Chico (pareja)                | 1 (6) (de 6) (YN)   |
| 1992      | Den`ei Shōjo Video Girl AI                             | Den`ei Shōjo Video Girl AI                   | Junsa                         | 1 (4) (de 6) (YN)   |

Apariciones por episodios
- OVAs de Uchū Senkan Yamato en los que aparece Yabu Sukeji: 1-4, 6-7, 11-16, 21-22, 25 (15 OVAs); El personaje Guelph Gantz: 2-6, 8 (6 episodios); Y el personaje AU09: 2-10, 12-20, 22-26 (23 episodios)

### Especiales
| Año  | Especial                         | Procedencia       | Personaje/s             | Notas               |
| ---- | -------------------------------- | ----------------- | ----------------------- | ------------------- |
| 2016 | One Piece: Heart Of Gold         | One Piece         | Brook                   | 1 especial (N.º 11) |
| 2015 | One Piece Aventura en Nebulandia | One Piece         | Brook                   | 1 especial (N.º 10) |
| 2015 | One Piece: Episodio de Sabo      | One Piece         | Outlook III             | 1 especial (N.º 9)  |
| 2013 | One Piece Episode of Merry       | One Piece         | Brook                   | 1 especial (N.º 7)  |
| 2012 | One Piece Episode of Luffy       | One Piece         | Brook                   | 1 especial (N.º 6)  |
| 2012 | Buta                             | Buta              | Surume                  | 1 especial          |
| 2011 | Hidamari Sketch x SP             | Hidamari Sketch   | Director (Kōchō-sensei) | 2 especiales        |
| 2007 | Futatsu no Kurumi                | Futatsu no Kurumi | Minamoto-san            | 1 especial          |

### Películas
| Año  | Película                                                          | Procedencia                                        | Personaje/s          | Notas       |
| ---- | ----------------------------------------------------------------- | -------------------------------------------------- | -------------------- | ----------- |
| 2019 |                                                                   | One Piece                                          | Brook                |             |
| 2018 | Gekijōban Natsume Yūjinchō: Utsusemi ni Musubu                    | Natsume Yūjinchō                                   | Chobi-hige           |             |
| 2015 | Harmony                                                           | Harmony                                            | Saeki Keita          |             |
| 2015 | Eiga Go! Princess Precure Go! Go!! Gouka 3-bondate!!!             | Go! Princess Precure                               | Rey (Ō-sama)         | 3 películas |
| 2016 | One Piece Film: Gold                                              | One Piece                                          | Brook                |             |
| 2014 | Uchū Senkan Yamato 2199: Hoshi-Meguru Hakobune                    | Uchū Senkan Yamato                                 | AU09                 |             |
| 2013 | Hanasaku Iroha: Home Sweet Home                                   | Hanasaku Iroha                                     | Sukegawa Denroku     |             |
| 2012 | One Piece Film: Z                                                 | One Piece                                          | Brook                | (YN)        |
| 2012 | Detective Conan: El undécimo delantero                            | Detective Conan                                    | Hiroaki Nomoto       |             |
| 2012 | Eiga Crayon Shin-chan: Arashi o Yobu! Ora to Uchū no Princess     | Shin-chan                                          | Gen'nosuke           |             |
| 2011 | One Piece 3D: Mugiwara Chase                                      | One Piece                                          | Brook                |             |
| 2011 | Una carta para Momo                                               | Una carta para Momo                                | Mame                 |             |
| 2010 | Konchū Monogatari Mitsubachi Hutch: Yūki no Melody                | Konchū Monogatari Mitsubachi Hutch: Yūki no Melody | Minmin/Jī            |             |
| 2010 | Cheburashka                                                       | Cheburashka Arere?                                 | Shapoklyak           |             |
| 2009 | One Piece Film: Strong World                                      | One Piece                                          | Brook                | (YN)        |
| 2009 | Gekijōban Penguin no Mondai: Shiawase no Aoi Tori de Go-Pen-nasai | Penguin no Mondai                                  | Inoue Michael        |             |
| 2009 | Redline                                                           | Redline                                            | Inuki Kumichō        |             |
| 2008 | Hells                                                             | Hells                                              | Lock/Dios (Kamisama) |             |
| 2008 | One Piece Special: Romance Dawn Story                             | One Piece                                          | Brook                |             |
| 2004 | Inuyasha: Guren no Hōraijima                                      | InuYasha                                           | Jaken                | (YN)        |
| 2003 | Inuyasha: Tenka Hadō no Ken                                       | InuYasha                                           | Jaken                | (YN)        |
| 2002 | Bonobono: Kumomo no Ki no Koto                                    | Bonobono                                           | Padre de Kuzuri      | (YN)        |
| 2002 | Inuyasha: Kagami no Naka no Mugenjō                               | InuYasha                                           | Jaken                | (YN)        |
| 2001 | Inuyasha: Toki o Koeru Omoi                                       | InuYasha                                           | Jaken                | (YN)        |
| 1996 | Angel ga Tonda Hi                                                 | Angel ga Tonda Hi                                  | Hikōki               | (YN)        |

### Sin Clasificar
- Basilisk: Ouka Ninpouchou como Tenzen Shichito
- Battle Spirits: Brave como Alcor (ep 41)
- Battle Spirits: Sword Eyes como Megalla II
- Battle Spirits: Sword Eyes Gekitōden como Megalla II (ep 14)
- Battle Spirits Saikyō Ginga Ultimate Zero como Dongorosu (ep 30)
- Blade & Soul como Hon Dōgen
- Bōken Yūki Pluster World como Valda (como Yūichi Nagashima)
- Boku wa Ō-sama como Ō-sama
- Bomberman Bidaman Bakugaiden como Jibon, Kazemaru y Orengebon (como Yūichi Nagashima)
- BuBu ChaCha como ChaCha (como Yūichi Nagashima)
- Casshern Sins como Bolton (ep 9) y Ōji
- Chance Pop Session como Hikoza (como Yūichi Nagashima)
- Chō Mashin Eiyūden Wataru como Ippatsuyan y Papparachitchi (como Yūichi Nagashima)
- Colorful como Steve (como Yūichi Nagashima)
- Crónicas Pokémon como el Dr. Brown (ep 3; como Yūichi Nagashima)
- Croquette! como Taro (como Yūichi Nagashima)
- Cyborg 009 The Cyborg Soldier como Gran Bretaña - Cyborg 007 (como Yūichi Nagashima)
- Di Gi Charat Nyo como Hitsu Ji (como Yūichi Nagashima)
- Digimon Frontier como Nanomon (como Yūichi Nagashima)
- Digimon Xros Wars como Pharaohmon (como Yūichi Nagashima)
- Dōbutsu Kankyō Kaigi como Toraji, el tigre
- Dokkoida?! como Mogumokkuru (como Yūichi Nagashima)
- Eat-Man como Boid (como Yūichi Nagashima)
- Eureka Seven como Woz (como Yūichi Nagashima)
- Excel Saga como el Tío de Anne (como Yūichi Nagashima)
- F-Zero Falcon Densetsu como Super Arrow (eps 7, 16, 51; como Yūichi Nagashima)
- Fortune Dogs como Rikyu
- Garo -Guren no Tsuki- como Goruba
- Gate: Jieitai Kanochi nite, Kaku Tatakaeri como Kato El Altestan
- GeGeGe no Kitarō (2007) como Tantanbou (ep 61)
- Gensomaden Saiyuki como Goku Falso (como Yūichi Nagashima)
- Ghost in the Shell: Stand Alone Complex 2nd GIG como Coil (ep 49; como Yūichi Nagashima)
- Gokudo como Momo-chan (ep 15) y Gyōza Daiō (como Yūichi Nagashima)
- Great Teacher Onizuka como Hiroshi Uchiyamada (como Yūichi Nagashima)
- Gyakkyō Burai Kaiji: Hakairoku-hen como Ōtsuki
- H2 como el Sr. Tome (ep 26; como Yūichi Nagashima)
- Hana no Mahōtsukai Mary Bell como Noppo (como Yūichi Nagashima)
- Hime-sama Goyojin como el Doctor Shinkouenji (ep 6; como Yūichi Nagashima)
- Ike! Ina-chuu Takkyuubu como Shibazaki (como Yūichi Nagashima)
- Juusenshi Gulkeeva como Dah Rok y Edward Takazaki (como Yūichi Nagashima)
- Kaiketsu Jouki Tanteidan como Kawakubo (como Yūichi Nagashima)
- Kazemakase Tsukikage Ran como Tonto Sharakusai (ep 5; como Yūichi Nagashima)
- Kekkaishi como Youkyokusai (Ayakashi)
- Kyatto Ninden Teyandee como Yagyū N.º 10 (como Yūichi Nagashima)
- La Escuela del Terror como Lure
- Lemon Angel Project como Tsugio Kazama (como Yūichi Nagashima)
- Love Get Chu como Yūji Nagayama (ep 12; como Yūichi Nagashima)
- Mama wa Poyopoyo-Saurus ga Osuki como Gendai Poyota (como Yūichi Nagashima)
- Manmaru the Ninja Penguin como Jiya-san (como Yūichi Nagashima)
- Mobile Suit Gundam AGE como Gerra Zoi/Yark Dole (7 episodios)
- Montana como Slum (como Yūichi Nagashima)
- Mugen Senki Portriss como Galburo (como Yūichi Nagashima)
- Mushiking: los guardianes del bosque como Pasah (como Yūichi Nagashima)
- Naruto como Hakkaku (ep 168; como Yūichi Nagashima)
- Naruto Shippūden como Chen (ep 312)
- Nekogami Yaoyorozu como el Líder de Shikigami (eps 3, 5)
- Ninja Scroll: la serie como Nenmu (como Yūichi Nagashima)
- Onegai My Melody como Takamine (ep 13; como Yūichi Nagashima)
- PaRappa the Rapper como Eray (ep 5; como Yūichi Nagashima)
- Play Ball como Kondo (eps 12-13; como Yūichi Nagashima)
- Saber Marionette J como Gennai Shiraga (como Yūichi Nagashima)
- Saber Marionette J to X como Gennai Shiraga (como Yūichi Nagashima)
- Samurai Champloo como Nabeta (ep 22; como Yūichi Nagashima)
- Sargento Keroro como Dasonu Maso (como Yūichi Nagashima) y el Marionetista Mekeke
- Sexy Commando Gaiden: Sugoiyo! Masaru-san como Kyasharin (como Yūichi Nagashima)
- Slayers como Rahanim (como Yūichi Nagashima)
- Slayers NEXT como Karuas (como Yūichi Nagashima)
- Space Battleship Yamato 2199 como Guelf Ganz y Sukeji Yabu
- Speed Grapher como Ohkubo (como Yūichi Nagashima)
- Stardust Crusaders como Wilson Phillips
- Super Milk Chan como el Presidente (como Yūichi Nagashima)
- Tactics como Numata (ep 9; como Yūichi Nagashima)
- The Brave Express Might Gaine como el Padre de Sally (como Yūichi Nagashima)
- Weiß Kreuz como Kondō (ep 10; como Yūichi Nagashima)
- ×××HOLiC como Keith (Karasu Tengu) (eps 11, 16, 18; como Yūichi Nagashima)
- ×××HOLiC: Kei como Keith (Tengu Karasu) (eps 2-3)
- Yami no Matsuei como Sakaki (eps 9, 12; como Yūichi Nagashima)
- YAT Anshin! Uchū Ryokō como Ichinosuke (ep 26), Julian (ep 42), Tokage (ep 2) y Hachibee/Hachibei (como Yūichi Nagashima)
- Yu-Gi-Oh! GX como el Profesor Kabayama (ep 77; como Yūichi Nagashima)
- Zoids: New Century Zero como el Dr. Raon (como Yūichi Nagashima)

### Especiales de TV
- Dream 9 Toriko & One Piece & Dragon Ball Z: Super Colaboración Especial como Brook (como Yūichi Nagashima)
- One Piece: Glorious Island como Brook (como Yūichi Nagashima)

### OVAs
- Animation Seisaku Shinkō Kuromi-chan: Nippon no Anime wa Watashi ga Tsukuru! 2 como Nonki Hayama (como Yūichi Nagashima)
- Can Can Bunny Extra como Sanada (eps 4-6)
- Hidamari Sketch: Sae/Hiro Sotsugyō-hen como el Director
- InuYasha: Kuroi Tessaiga como Jaken
- Kikoushi Enma como Chapeauji (como Yūichi Nagashima)
- Kyukioku no Sex Adventure Kamasutra como Brahma (como Yūichi Nagashima)
- Landlock como Bork (como Yūichi Nagashima)
- Minerva no Kenshi como Gilman (como Yūichi Nagashima)
- Mudazumo Naki Kaikaku como el General Kim
- Saber Marionette J Again como Gennai Shiraga (como Yūichi Nagashima)
- Vixens como Andō (ep 2; como Yūichi Nagashima)
- Zoku Zoku Mura no Obaketachi como Toumei ningen (como Yūichi Nagashima)

### Películas
- Fatal Fury: The Motion Picture como Hwa Jai (como Yūichi Nagashima)
- Hanasaku Iroha: Home Sweet Home como Denroku Sukegawa
- Harmony como Keita Saeki
- Hells Angels como Dios y Lock
- Kōkyō Shihen Eureka Seven: Pocket ga Niji de Ippai como Woz
- Konchū Monogatari Mitsubachi Hutch - Yūki no Melody como el Abuelo de Hutch y Minmin
- Líos de Pingüino como Micheal Inoue
- Momo e no Tegami como Mame
- Mukō Hadan como Gohei
- Spriggan como Aide-de-camp (como Yūichi Nagashima)
- Uchū Kyōdai #0 como el Padre de los Nanba

### ONAs
- Dōshitemo Eto ni Hairitai como Snake

### Tokusatsu
- Kamen Rider Decade como Bony Shitari (ep 24)
- Kono Machi Daisuki como Chō-san (como Yūichi Nagashima)
- Samurai Sentai Shinkenger como Shitari
- Tanken Boku no Machi como Chō-san (como Yūichi Nagashima)

### Videojuegos
- Beast Wars como Tarans
- Dawn of Mana como Watts
- Dragon's Dogma: Dark Arisen como Feste
- Galaxy Angel II Eigō Kaiki no Toki como Kelvin Crepe
- Hot Shots Golf: Out of Bounds como Clark
- Hot Shots Tennis: Get a Grip como Fong
- InuYasha: The Secret of the Cursed Mask como Jaken
- Mana Khemia: Alchemists of Al-Revis como Muppy
- One Piece: Pirate Warriors 2 como Brook
- One Piece: Pirate Warriors 3 como Brook
- One Piece: Unlimited World R como Brook
- Ratchet & Clank como Mayor
- Ratchet & Clank: Atrapados en el tiempo como Pollyx
- Shenmue II como Shuqin Zhang
- Shin Megami Tensei IV como Stephen
- Sonic Unleashed como el Profesor Pickle
- Tales of Vesperia como Hanks
- Transformers: Beast Wars Transmetals como Tarántulas
- True Crime: Streets of LA como Wu (anciano)

### Doblaje
- Beast Machines como Noble/Salvaje (como Yūichi Nagashima)
- Beast Wars como Tarántulas/Tarántula y Kobanza Metarō (como Yūichi Nagashima)
- Bob Esponja: La película como Plancton
- El Señor de los Anillos: el retorno del Rey como Gollum
- El Señor de los Anillos: las dos torres como Gollum
- House of Mouse como el Príncipe Juan (como Yūichi Nagashima)
- Looney Tunes como Elmer Gruñón
- Scooby-Doo como Scooby-Doo
- Star Trek: Voyager como Neelix
- The Transformers como Tanker Captain (como Yūichi Nagashima)
- Transformers como Reggie Simmons
- Transformers: el lado oscuro de la luna como Seymour Simmons
- Transformers: la venganza de los caídos como Seymour Simmons
- Transformers Animated como Blitzwing

## Música
- Interpretó el opening Kō-sama Go! Summer!!—Iya, Yuku no wa Kinsei Dakara (行様☆Go!Summer! ~いや,行くのは金星だから~) del episodio 10 de la segunda temporada de Arakawa Under the Bridge.[6]
- Acreditado como Yūichi Nagashima y en su rol como el Presidente, cantó el ending Tsuppari Rock'nRoll para la serie Super Milk Chan.[7]